# 粉紅莓冰品店
粉紅莓冰品店（英語：Pinkberry）是一家總部位於美國斯科茨代爾的冷凍甜點餐廳，在28個國家約有2,900間餐馆分店。